# Viïtivtsi
Viïtivtsi (ukrainien : Війтівці, russe : Войтовцы) est une commune urbaine de l'oblast de Khmelnytskyï, en Ukraine. Elle compte 816 habitants en 2021.